# サン・オブ・ビッグフット
『サン・オブ・ビッグフット』（原題：The Son of Bigfoot）は2017年に公開されたベルギーのアニメーション映画である。監督はベン・スタッセンが務めた。

## ストーリー
アダムは、彼の長く亡くなった父親の背後にある謎を発見しようとする壮大で大胆な使命を果たしているティーンエイジャーです。それまで、彼は彼の父親が伝説のビッグフットに他ならないことを発見しました。彼は、特別なDNAを使って科学実験をしたいと考えている大企業であるHairCo。から自分と家族を守るために、何年もの間森の中に隠れていました。父と息子が一緒に時間を過ごし始めると、アダムはすぐに彼が彼の想像を超えた超能力を持っていることに気づきます。

## キャスト
- アダム・ハリソン - パピー・フォークナー
- ビッグフット - クリス・パーソン
- ウォレス・イーストマン - テレンス・ストーン
- シェリー・ハリソン - マリーヴ・ヘリントン